# Leonid Popov
Leonid Ivanovici Popov (în rusă Леонид Иванович Попов; n. 31 august 1945, Oleksandria, RSS Ucraineană, URSS) este un cosmonaut sovietic de origine ucraineană. Popov s-a născut în Oleksandriia, oblastul Kirovohrad, RSS Ucraineană. A fost ales ca un cosmonaut la 27 aprilie 1970, și a zburat în calitate de comandant pe Soyuz 35. A făcut parte din echipajul Soiuz-40 în anul 1981, alături de cosmonautul român Dumitru Prunariu.

## Distincții
- titlul de onoare suprem Erou al Republicii Socialiste România (22 mai 1981) „pentru îndeplinirea cu înaltă răspundere a misiunii încredințate la bordul complexului orbital experimental științific «Saliut 6» — «Soiuz» și realizarea cu succes a programului științific de cercetare a spațiului cosmic, cu prilejul efectuării primului zbor cosmic comun româno-sovietic”[2]